# 주트 심스

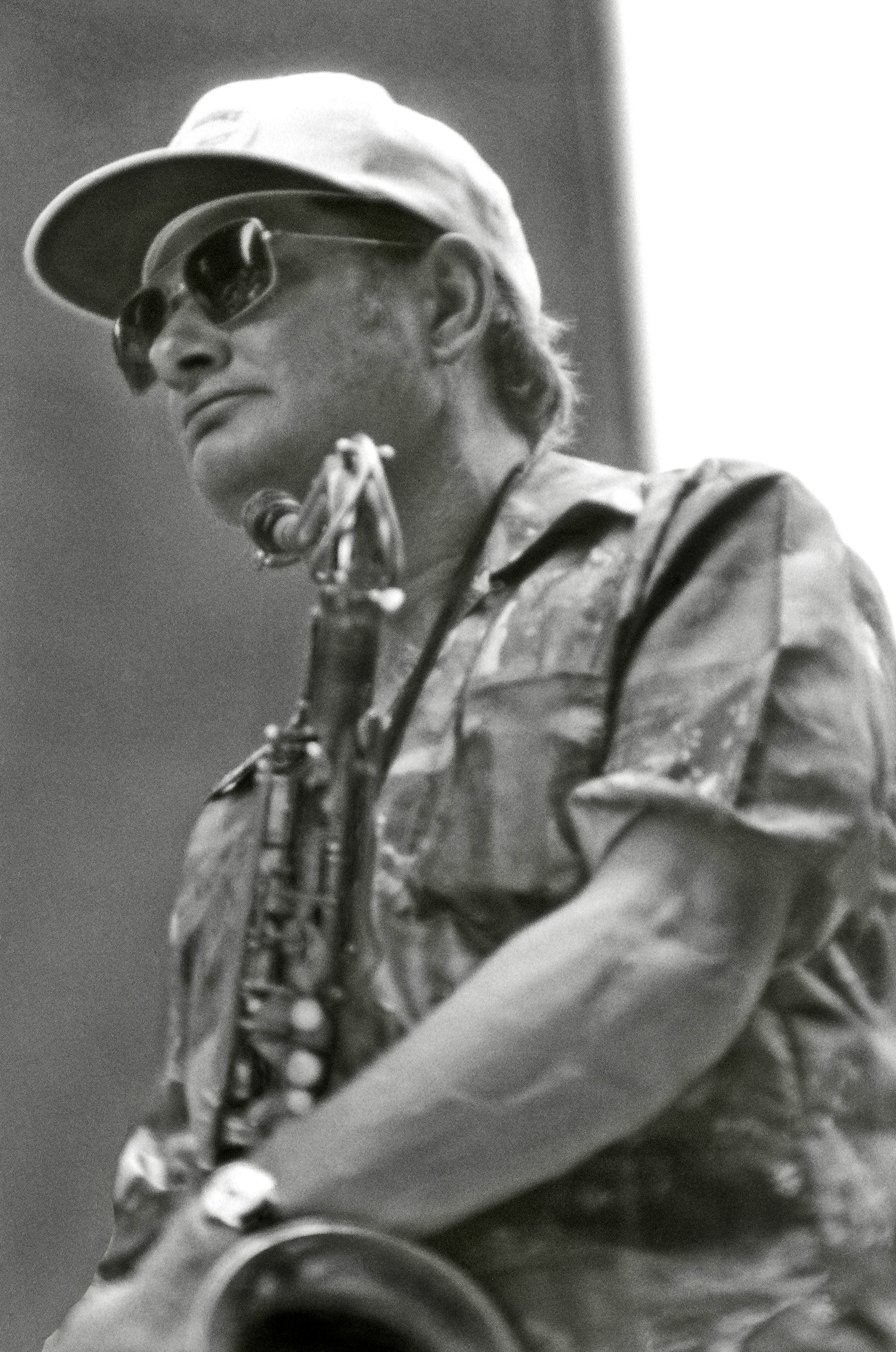
1976년의 주트 심스

주트 심스(John Haley "Zoot" Sims, 1925년 10월 29일 ~ 1985년 3월 23일)는 미국의 재즈 색소포니스트이며 주로 테너를 연주하지만 알토 색소폰도(나중에는 소프라노) 연주한다. 호방하고 섬세한 테너 색소폰 주자로서 저명하며, 쿨기(期)에 데뷔하였으나 스타일은 오히려 하드 밥파에 공통된다. 스탠 게츠와 함께 백인 테너 색소포니스트 가운데 최고의 실력자로, 같은 시대의 백인 연주자와 함께 레스터 영 스타일을 신봉하여, 이와 같은 경향을 지닌 테너 색소폰 주자 알 콘과는 자주 콤비가 되었다.